# Tiger 131
El ''Tiger 131'' (Tigre 131) es un tanque pesado alemán capturado por el 48.º Real Regimiento Británico de Tanques en Túnez durante la Segunda Guerra Mundial. Es preservado en el Museo de Tanques de Bovington en Inglaterra, es el único tanque Tiger en funcionamiento en el mundo.

## Servicio alemán
Conocido por los aliados como Tiger I, el modelo de designación alemana era:  Panzerkampfwagen VI, Tiger I  (H1), SdKfz 181. Fue fabricado en Kassel, Alemania; el casco fue elaborado por Henschel mientras que la torreta fue hecha por Wegmann A. El tanque fue completado en enero o febrero de 1943 con el número de chasis 250122. Fue embarcado a Túnez entre el 12 de marzo y el 16 de abril de 1943. El tanque fue asignado al pelotón 3 en la compañía Núm. 1 del 504.º Schwere Heerespanzerabteilung (Batallón alemán de tanques pesados) en Túnez durante la Campaña en el norte de África portando el característico número 131 en su torreta.

## Captura

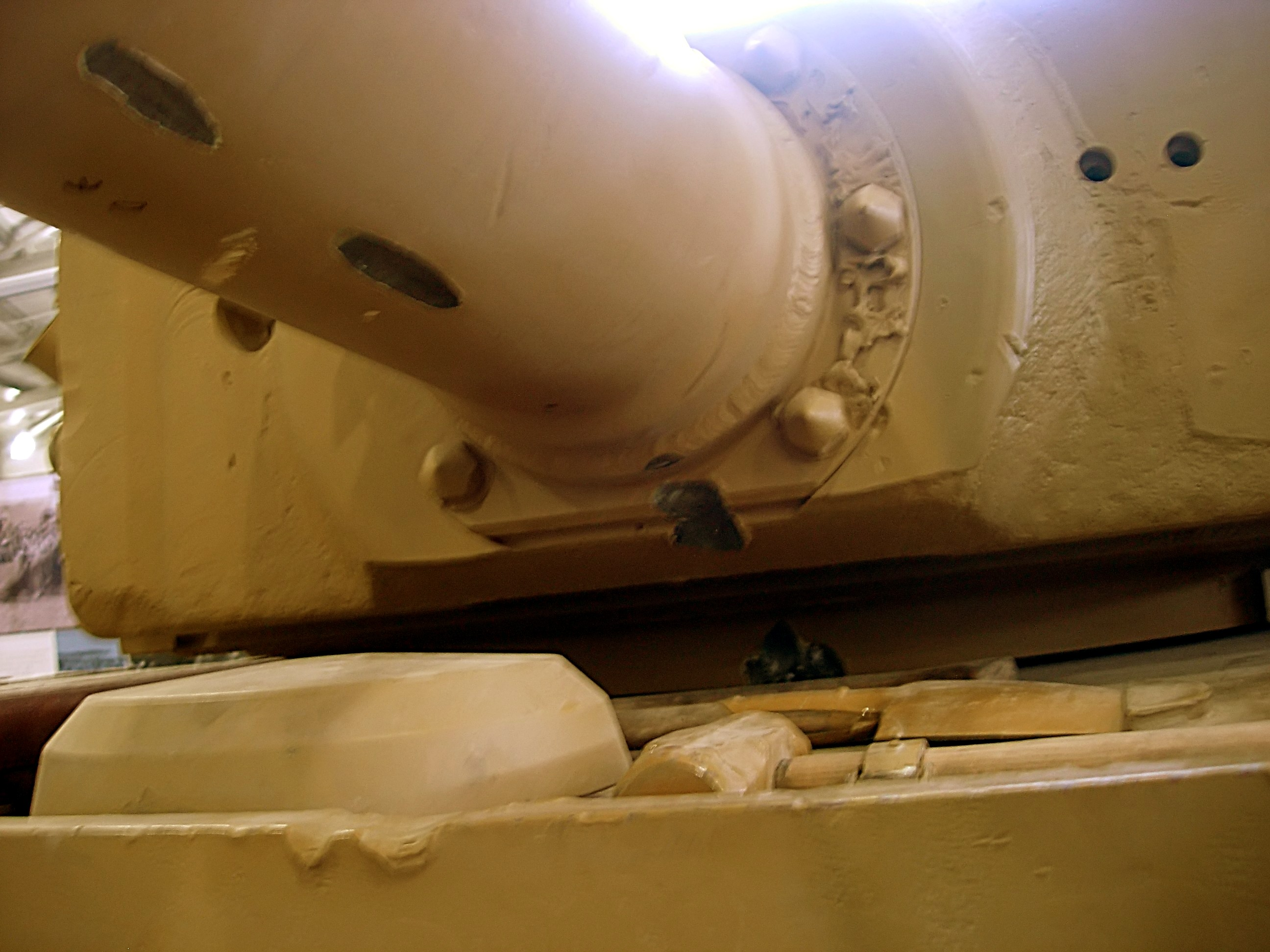
El daño que inmovilizó la torreta del Tigre 131.

Sabiendo que los Aliados preparaban una ofensiva importante hacia Túnez, los alemanes lanzaron un ataque sorpresa en la noche del 20/21 de abril de 1943. Cuatro puntos fueron atacados simultáneamente, incluyendo un paso en el lado norte de una colina llamada Djebel Djaffa. Dos Tigers, acompañados de muchos otros tanques, avanzaron a través de este paso antes del amanecer y retornaron gradualmente durante el día. El Tiger 131 fue alcanzado por tres tiros provenientes de cañones de seis libras  de tanques Churchill pertenecientes al escuadrón A, de la tropa 4 del 48.º Real Regimiento Británico de Tanques. Un sólido tiro impactó en el cañón del Tigre y rebotó hacia el anillo de la torreta, esto atascó dicho módulo e hizo que cualquier intento de rotarla fuera imposible, este mismo tiro hirió al conductor, al artillero de la ametralladora y destruyó la radio. Un segundo impacto en la torreta dañó el mecanismo de elevación del cañón. El tercer disparo de los churchill impactó la escotilla del cargador, proyectando esquirlas al interior de la torreta. La tripulación alemana salió del tanque, se llevaron a sus compañeros heridos y dejaron al ''noqueado'' pero aún manejable Tiger atrás. La identidad y el destino de la tripulación son desconocidos. El tanque fue asegurado por los británicos cuando capturaron la colina Djebel Djaffa. El Tiger 131 fue el primer tanque Tigre en ser capturado intacto por las fuerzas británicas.
En un artículo del 2012 publicado en el Daily Mail y un libro escrito por Noel Botham titulado ''Catch that Tiger'' se asegura que el Mayor Douglas Lidderdale, el oficial de ingeniería que supervisó el transporte del Tiger 131 a Inglaterra, fue el responsable de la captura de este tanque al ser el líder de una misión secreta encomendada por Winston Churchill que tenía como objetivo obtener un Tiger para la inteligencia aliada.
Aunque el relato suele ser considerado verosímil por la mayoría, ha sido rechazado por el Museo del Tanque de Bovington y catalogado como inexacto. La historia contada en el libro contradice las cartas y documentos del propio Lidderdale, escritos años antes de su muerte, en los cuales asegura que él no estaba presente cuando el Tiger fue capturado en Túnez.

## Preservación

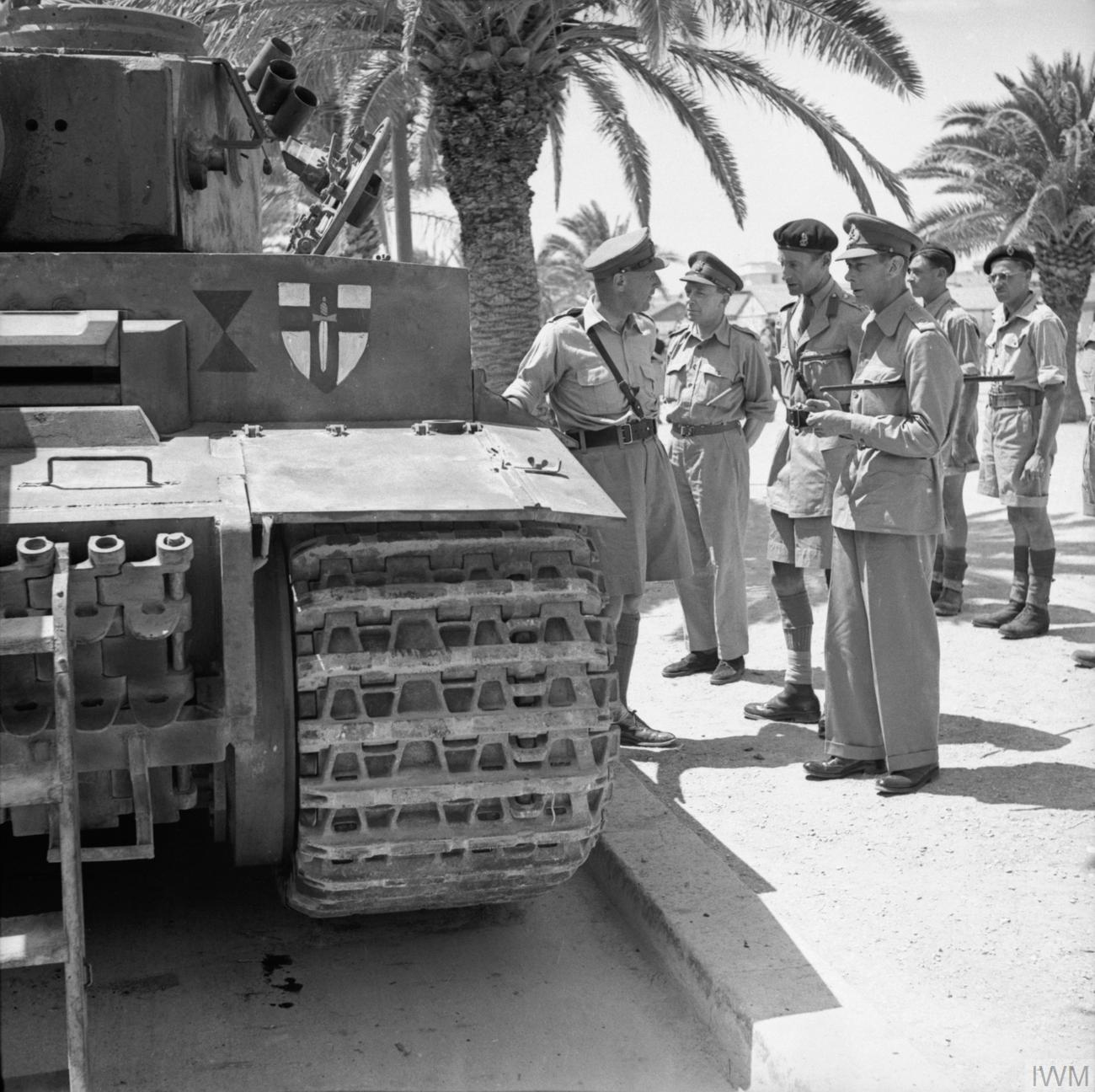
El Rey George VI inspecciona al Tiger 131, Túnez Junio de 1943. Nótese que la insignia del primer ejército británico fue pintada en el frente del tanque

El Tigre 131 fue reparado con partes obtenidas de otros tanques Tiger destruidos y fue sometido a pruebas para evaluar su rendimiento. Estuvo exhibido en Túnez y formalmente inspeccionado en ese mismo lugar por el rey Jorge VI y el primer ministro británico Winston Churchill. El tanque fue enviado a Inglaterra en octubre de 1943 dónde fue mostrado como trofeo en varias ubicaciones para levantar la moral durante la guerra antes de ser sometido a una extensa evaluación y pruebas por la Escuela de Tecnología de Tanques que publicó informes detallados sobre su fabricación. El tanque capturado fue transferido al Museo del Tanque (The Tank Museum) por el Ministerio Británico de Suministros el 25 de septiembre de 1951 donde se le asignó el número de acceso 2351 (más tarde E1951.23).
En 1990, el tanque fue removido de la exhibición en el museo para ser sometido a trabajos de restauración por parte del museo y la ''Army Base Repair Organisation''. La restauración implicó un casi completo desensamble del tanque. El motor Maybach HL230 de un Tiger II del museo fue instalado ya que el motor Maybach HL210 original había sido cortado a secciones para ser exhibido. Además un moderno sistema antincendios fue añadido al compartimiento del motor. El desgaste y rendimiento del nuevo motor del Tiger fue estudiado por metalúrgicos para explorar las aleaciones y el rendimiento de la manufactura alemana durante la Segunda Guerra Mundial.

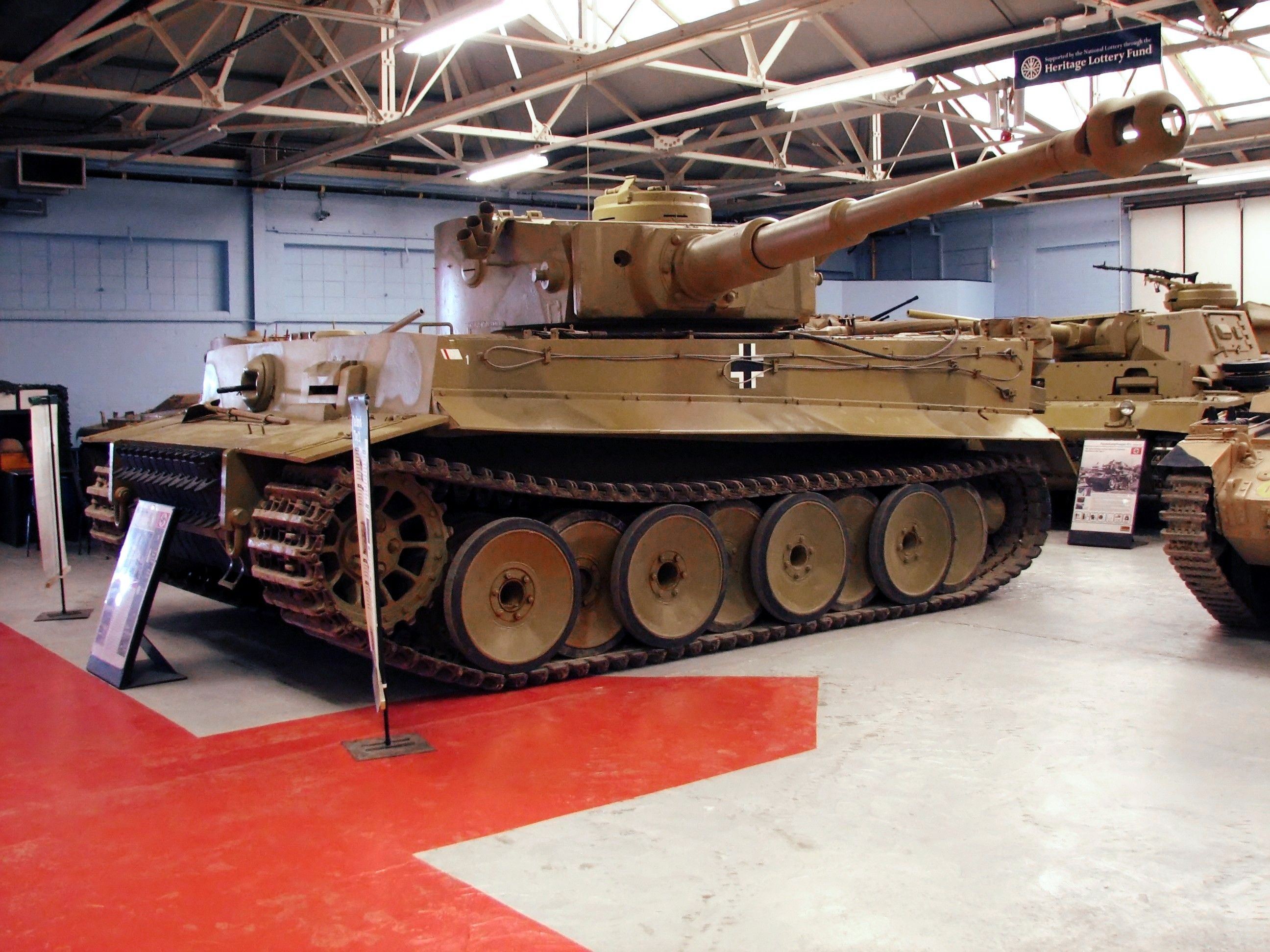
Tigre 131 en el Museo del Tanque en Bovington, Inglaterra, 2008.

En diciembre del 2003, el Tigre 131 regresó al museo con un motor funcional, convirtiéndose en el único Tiger funcional en el mundo y el vehículo más popular exhibido en el museo.
Mantenimiento posterior y repintado en colores del periodo histórico al que pertenece completaron la restauración en 2012, para un coste total citado en £80,000.
Este tanque fue utilizado en la película bélica de 2014 ''Fury'',siendo la primera vez que un Tiger real aparece en un film desde 1946  (''Theirs Is the Glory'') y 1950 (''They Were Not Divided'').